# Port lotniczy Hamadan
Port lotniczy Hamadan (IATA: HDM, ICAO: OIHH) – port lotniczy położony w Hamadanie, w ostanie Hamadan, w Iranie.